# Calvert Vaux
Calvert Vaux (* 24. Dezember 1824 in London, Vereinigtes Königreich Großbritannien und Irland; † 19. November 1895 in New York) war ein US-amerikanischer Architekt und Landschaftsgärtner. Vaux entwarf Cottages im neugotischen Stil und war einer der Planer des New Yorker Central Parks.

## Jugend und Ausbildung
Vaux wurde Weihnachten 1824 in London, England, geboren als Sohn des Arztes Calvert Bowyer Vaux und Emily Brickwood. Er verbrachte seine ersten Jahre zusammen mit seinem jüngeren Bruder, Alfred (geboren 1828) und Schwestern, Emily (geboren 1823) und Julia (Datum unbekannt), in guten Verhältnissen in einem Haus in der 36 Pudding Lane, nicht weit von der London Bridge. Vaux Vater verstarb im Alter von 42 Jahren, im September 1833. Calvert war damals erst acht Jahre alt.
Er besuchte die Merchant Taylors’ School, gebaut aus rotem Backstein von Sir Christopher Wren, nach dem großen Feuer. Seine Klassenkameraden waren die Söhne von Anwälten, Kaufleuten und Geistlichen. Hier blieb er vier Jahre lang bis 1838. In dem relativ späten Alter von 19 Jahren, wurde Vaux im Jahre 1843 ein Schüler von dem Architekten Lewis Nockalls Cottingham, der als einer der ältesten Vertreter englischer Neugotik galt, der mit George Truefitt eine Bürogemeinschaft betrieb. Vaux erlernte das Erstellen von Architektur-Zeichnungen im neugotischen Baustil. Cottingham besaß nicht nur eine große Bibliothek, sondern auch eine umfangreiche Sammlung von mittelalterlichen Möbeln und architektonischen Fragmenten, die nach seinem Entwurf in den Räumen eines Hauses in der Waterloo Bridge Road untergebracht waren. Somit hatte Vaux eine hervorragende Gelegenheit, auch in den Tagen vor der institutionalisierten Architekten-Ausbildung, ein breites und tiefes Wissen über Architektur zu erwerben.
Im Sommer 1846 gingen George Truefitt und Vaux zusammen auf eine Rundreise durch Frankreich, Deutschland und Belgien, auf der sie zahlreichen Skizzen anfertigten.
1848 taucht Vaux im Melderegister am Kennington Place auf, gegenüber Kennington Common, in Süd-London.
Er malte auch Aquarelle von Landschaften auf dem Kontinent, die er 1850 in einer Londoner Galerie ausstellte, und damit die Aufmerksamkeit des amerikanischen Architekten Andrew Jackson Downing auf sich zogen. Downing war nach England gekommen war, um einen Assistenten für eine neue Abteilung der blühenden gärtnerischen Praxis einzustellen. Er rekrutierte Vaux, damals sechsundzwanzig Jahre alt. Dieser begrüßte die Gelegenheit, um der relative Steifheit und dem Mief der englischen Gesellschaft zu entkommen.

## Arbeit mit Andrew Downing
1851 hatte President Fillmore Andrew Downing um ein Layout für die öffentlichen Flächen in Washington zwischen Capitol, dem Smithsonian Institut und dem Weißen Haus gebeten. Vaux kam dafür gerade zur rechten Zeit und arbeitete als Downings Assistent. Während der zwei Jahre, die Calvert Vaux mit Downing in Newburgh, New York, arbeitete, widmete er den größten Teil seiner Energie der Ausarbeitung "ländliche" Haus-Pläne (von denen dreizehn in seinem 1857 herausgegebenen Buch „Villen und Cottages“ enthalten sind). Der "rustikale" Stil dieser Häuser (mit Schrägdächern, malerische Veranden und verzierten Stein- und Holzarbeiten), ergänzte die "ländliche Landschaft" der breiten geschwungenen Rasenflächen, sorgfältig platzierten Solitärbäume und massierten Grenz-Anpflanzungen von Sträuchern und Blumen. Eines der ältesten Häuser von Newport, “Beaulieu” wurde zwischen 1856 und 1859 gebaut von den Architecten Calvert Vaux und Downing. Das "cottage" genannte Haus, grenzte an „Beechwood”, dem Besitz der Familie Astor.
Downing, einer der Hauptbefürworter des Central Park-Projekts, machte Vaux mit Frederick Law Olmsted bekannt, nachdem Olmsted einen Beitrag für Downings Zeitschrift für Gartenbaukunst veröffentlicht hatte. Als Downing am 28. Juli 1852 plötzlich und unerwartet bei der Explosion des Dampfers SS „Henry Clay“ ums Leben kam, führte Vaux die Arbeit seines Mentors weiter und nahm als neuen Partner den ebenfalls aus England stammenden Architekten Frederick Clarke Withers auf.
Er heiratete Mary McEntee, die Schwester von Jervis McEntee, einem Hudson Valley Maler, und zog dann nach im Jahr 1856 nach New York City, wo er sich mit der künstlerischen Gemeinschaft der Stadt identifizierte – "Die Gilde", wie er es nannte. 1856 erhielt Vaux auch die amerikanische Staatsbürgerschaft.
Er trat in die National Academy of Design und den New Century Club ein und war im Jahre 1857 ein Gründungsmitglied des American Institute of Architects.

## Zusammenarbeit mit Frederick Law Olmsted
Von 1854 bis 1857 war Egbert L. Viele topographischer Chef-Ingenieur für den Staat von New Jersey und als solcher verantwortlich für die Planung und Gestaltung des New York City Central Parks, nach den Plänen von Frederick Law Olmsted und Calvert Vaux.
Die Planung eines Sees in Verbindung mit dem vorhandenen Wald, “Ramble” genannt, war der ausschlaggebenden Teil des "Greensward" Plans, entworfen von Frederick Law Olmsted und Calvert Vaux, als sie die ersten Merkmale zeichneten, die einmal Central Park werden sollten. Im April 1858 gewannen sie den ersten Preis für diese Planung. Die beiden Männer überwachten die Arbeiten im Park – Olmsted als verantwortlicher Architekt und Vaux war ihm in beratender Funktion unterstellt.
Während der nächsten sieben Jahre arbeiteten sie zusammen an einigen Aufträgen: einem Friedhof in Middletown, New York, dem Hartford Retreat in Connecticut, Bloomingdale Asylum in New York City, einem Straßensystem für die Fort Washington Sektion von Manhattan sowie einigen Privat-Anwesen, aber anscheinend hatten sie keinen formellen Partnerschaftsvertrag.
Das änderte sich im Herbst 1865, als sie die Firma Olmsted, Vaux & Co. gründeten. Als Partner sicherten sie sich eine Reihe von wichtigen Aufträgen, wie z. B. die Anlage von Parks und Parkwegen in Brooklyn, einem Park in Buffalo, den South Park in Chicago sowie dem Vorort von Riverside, Illinois. Olmsted war ebenfalls Partner des Architektenbüros von Vaux, Withers & Co. Beide Partnerschaften wurden 1872 aufgelöst.
1872 gründet Vaux mit dem Architekten und Ingenieur George Kent Radford eine neue Firma und 1880 nehmen sie Samuel Parsons Jr. als Partner auf.
Ihr selbst gewählter Titel “Landschaftsarchitekt” wurde erstmals in den frühen 1860er Jahren benutzt, um die Arbeit von Olmsted und Vaux im Central Park zu beschreiben.

## Zusammenarbeit mit Jacob Wrey Mould

### American Museum of Natural History
Bereits kurz nach der Gründung im Jahr 1869 zog das American Museum of Natural History vom Arsenal an den Manhattan Square um. 1874 legte Präsident Ulysses S. Grant den Grundstein für das erste Gebäude an der 77th Straße. Obwohl nur Mittel für den Bau von einem relativ bescheidenen Gebäude zur Verfügung standen, bereiten die Architekten Calvert Vaux und J. Wrey Mould einen monumentalen Plan für den gesamten Manhattan Platz über vier Blocks vor. Das enorme fünfstöckigen Quadrat umschließt ein griechisches Kreuz in der Mitte, das vier umschlossene Höfe mit einer zentralen achteckigen Kreuzung umfasst, und von einer Kuppel bedeckt wird.
Das Museum wurde zwischen den Jahren 1874 und 1877 von Vaux und Mould errichtet. 1877 wurde das erste Gebäude von U.S. Präsident Rutherford B. Hayes in einer öffentlichen Zeremonie eröffnet.

### Metropolitan Museum
Am 30. März 1880, nach einem kurzen Umzug in die Douglas Mansion an der 128 West 14th Street, wurde das Metropolitan Museum für die Öffentlichkeit am heutigen Standort an der Fifth Avenue und 82nd Street eröffnet. Die Architekten Calvert Vaux und Jacob Wrey Mould entwarfen das erste gotische Bauwerk nach John Ruskin, das heute nur noch in der Westfassade im Robert Lehman Flügel sichtbar ist. Das Gebäude wurde seither stark um- und ausgebaut und die verschiedenen Anbauten – die schon ab 1888 erfolgten – umschließen jetzt vollständig das ursprüngliche Gebäude.

## Werke
- Villas and cottages : a series of designs prepared for execution in the United States. By Calvert Vaux, Architect. Late Downing & Vaux, Newburg on Hudson. Publisher: Harper & Brothers, New York 1857